# Automeris colombianus
Automeris colombianus é uma espécie de mariposa do gênero Automeris, da família Saturniidae.